# Hyparpax rosea
Hyparpax rosea är en fjärilsart som beskrevs av Walker 1860. Hyparpax rosea ingår i släktet Hyparpax och familjen tandspinnare. Inga underarter finns listade i Catalogue of Life.